# Ghigliottina (illusionismo)
La Ghigliottina è un trucco magico in cui sembra che la lama di una ghigliottina trapassi il collo di una persona senza ferirla. Il gioco è stato eseguito in molte varianti per centinaia di anni, con esempi documentati in stampe del XVI secolo. La più comune delle varianti moderne è una versione ridotta in cui la lama taglia il dito del mago.

## Storia

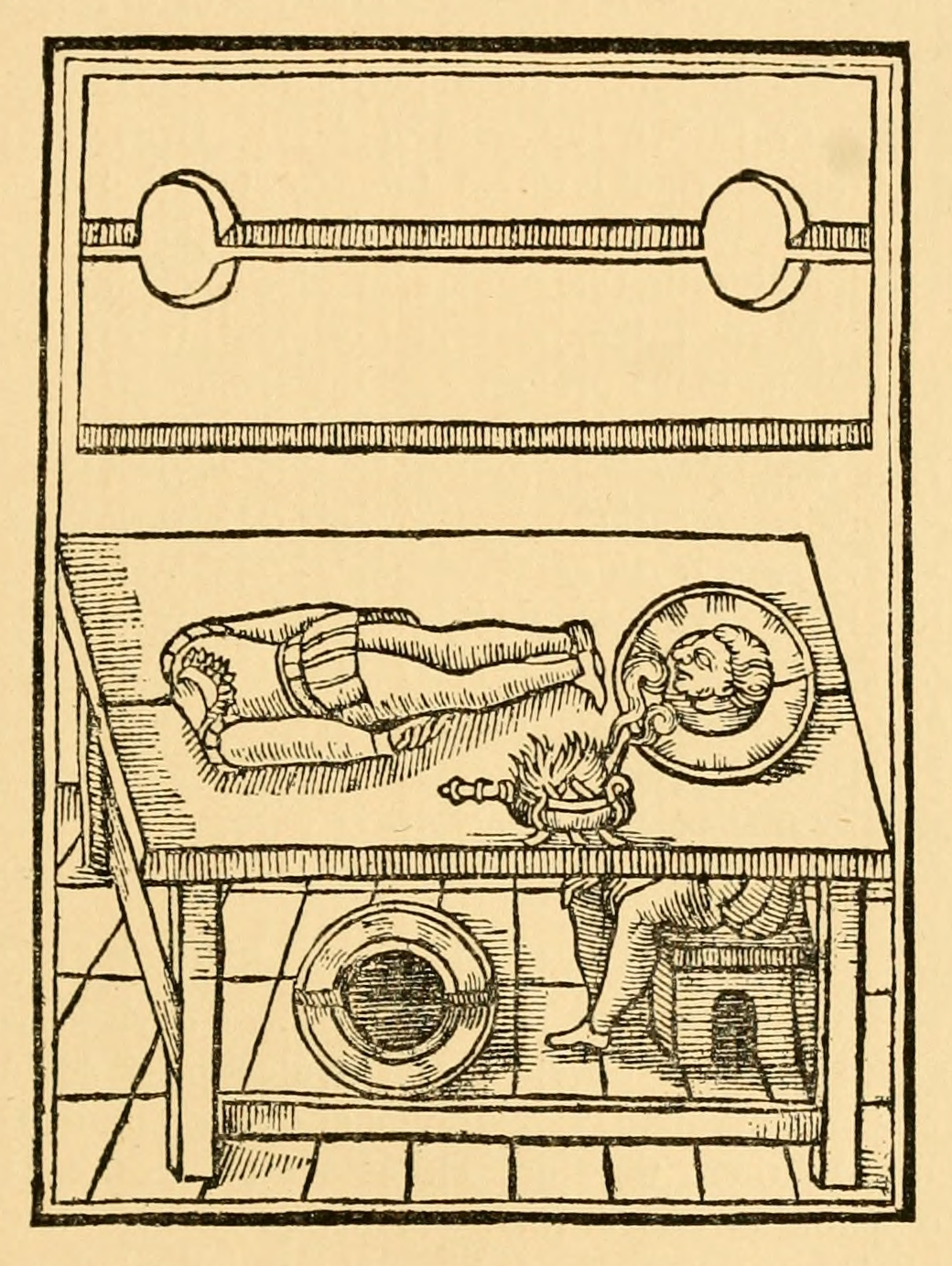
Illustrazione di Scot del 1584 dove viene spiegata la "Decapitazione di Giovanni Battista", in cui l'esecutore finge di "tagliare la testa di uno, e poggiarla su un vassoio"

La Ghigliottina è molto probabilmente l'elemento più famoso della famiglia di illusioni riguardanti la decapitazione di persone o altri esseri viventi. Questo tipo di illusioni ha una lunga storia, i cui primi episodi documentati risalgono al regno di Cheope nell'Antico Egitto, quando un mago di nome Dedi decapitava e poi riportava in vita uccelli e altri animali.
Uno dei metodi per eseguire il trucco della decapitazione, dove la testa di una persona viene apparentemente recisa e posta su piatto accanto al suo corpo, fu descritto da Reginald Scot in "The Discoverie of Witchcraft", nel 1584. Scot descrive un tavolo con due buchi nascosti, dove la presunta vittima siede sotto il tavolo, facendo emergere la testa da uno dei buchi circondato da un piatto. Un'altra persona giace distesa sul tavolo con la testa nascosta nell'altro buco, e il suo collo potrebbe essere rivestito di "un impasto di sangue di buoi" per un effetto maggiore. Si registra inoltre un altro trucco di decapitazione che coinvolgeva due ragazzi e una colomba eseguito da Jacob Philadelphia nel 1765.
Alcune moderne versioni del trucco della ghigliottina furono progettate dal mago di Cincinnati Lester Lake (conosciuto come Marvelo), che vendette alcune di queste creazioni alla Abbott's Magic Co. di Colon, Michigan. I progetti di Lake includevano la "Mannaia a Lama Estesa" (apparsa nel film del 1953 "Il mago Houdini"), la "Ghigliottina Gigante Abbott" e "Disescto" (che recideva il polso). Lake ideò anche una ghigliottina in cui la vera testa dell'assistente sembrava cadere in un cesto quando la lama scendeva.

## Il tradizionale trucco della Ghigliottina
Nella sua forma più comune, il trucco prevede un apparecchio che ricordi in genere il tipo di ghigliottina storicamente usato nelle esecuzioni. Questo ha due montanti, con un ceppo all'estremità inferiore che blocchi il collo della "vittima". La parte interna dei montanti ha una traccia in cui scorre la lama, e l'estremità superiore dei montanti ha un meccanismo che consente di sollevare, trattenere e rilasciare la lama. In alcune versioni, l'apparecchio ha anche una panca collegata ai montanti allo stesso livello del ceppo, su cui la "vittima" si stende, solitamente a pancia in giù. In altre versioni la "vittima" semplicemente si inginocchia sotto e mette il collo nel ceppo.
A volte questa versione del trucco viene presentata come un trucco di escapologia, con il mago stesso bloccato nella ghigliottina che deve liberarsi prima che cada la lama. In questo caso il mago finge di non riuscire nell'intento e di venire decapitato, per poi riapparire incolume da qualche altra parte. Un esempio simile è stato eseguito da Murray Walters nel 1927. L'illusionista ed escapologo Bruce Bunnell eseguì una fuga simile in piena vista, in cui lui è legato da una camicia di forza, incatenato alla ginocchiera e la lunetta chiusa con lucchetto.

## La "Mannaia"
Quando nel 1960 i maghi si spostarono dai grandi teatri a più piccoli club d'incontro, dovettero creare una versione portatile del trucco, che portò alla creazione della cosiddetta "Mannaia". In questo caso, tutto l'apparato viene ridotto tramite l'eliminazione dei montanti, lasciando solo il ceppo, e il mago usa manualmente una lama più piccola.
In uno sviluppo recente del trucco il ceppo è fatto di perspex trasparente, attraverso il quale è possibile vedere la lama scorrere. In questa versione viene usata una lama larga che quando viene inserita riempie i montanti, al posto della lama più stretta usata nelle versioni precedenti.
Il dispositivo descritto è brevettato sotto il numero di brevetto USA 5605508.

## Ghigliottina da dito
Spesso venduta come gadget, la ghigliottina da dito è una variazione minore del trucco base. Il dispositivo è di solito una versione più piccola di quello a grandezza naturale, alto tra i 10 e i 15 cm, completo di montanti laterali. Il trucco viene eseguito inserendo il dito nel "buco della testa", quindi la lama viene attivata. In alcune versioni, come il taglia-dita definitivo di Chance Wolf, il dito viene addirittura visto cadere. Viene anche mostrata nel film Hostel come parte del museo delle torture che Paxton e i suoi amici visitano nel loro viaggio fatale in Slovacchia.